# Bâtiment situé 12 rue Orlovića Pavla à Niš
Le bâtiment situé 12 rue Orlovića Pavla à Niš (en serbe cyrillique : Зграда у Ул. Орловића Павла 12 у Нишу ; en serbe latin : Zgrada u Ul. Orlovića Pavla 12 u Nišu) se trouve à Niš, dans la municipalité de Medijana et dans le district de Nišava, en Serbie. Il est inscrit sur la liste des monuments culturels protégés de la république de Serbie (identifiant no SK 745),,.

## Présentation
Le bâtiment, situé 12 rue Orlovića Pavla, a été construit en 1920 dans un style éclectique, avec une décoration influencée par le style néo-baroque et par l'Art nouveau ; il a été conçu pour servir de maison familiale au rentier Rade Nikolić. Avant la Seconde Guerre mondiale, le docteur Vojislav Lazarević a vécu dans cette maison.
La maison est constituée d'un sous-sol, d'un haut rez-de-chaussée surélevé et d'un toit mansardé. La décoration consiste en une abondante décoration végétale complétée de têtes de femmes et en des frontons en demi-cintre segmentés ; l'encadrement des fenêtres et la corniche du toit sont profilés, tandis que la zone supérieure mansardée est mise en valeur par une série de balustres.